# Teatrul Nou București
Teatrul Nou este un teatru independent din București care a luat naștere în 28 septembrie 2018. Primul spectacol găzduit de teatrul aflat în Piața Sfântul Ștefan 8 din Sectorul 2 a fost „Necăsătoria” după Matt Morillo, în regia lui George Constantinescu, cu Elena Ariadna Șeulean și Theo Costache, spectacol care poate fi văzut și în prezent pe scena Teatrului Nou. Ideea înființării Teatrului Nou a fost a tânătului actor Cristian Ioniță care a putut fi văzut pe scenele unor teatre precum: Teatrul Național București, Teatrul Bulandra, Teatrul Nottara, Teatrul Dramaturgilor, Teatrul de Artă București, Teatrul Apropo. 

## Despre Teatrul Nou
Teatrul Nou este un teatru independent din București care a luat naștere în 28 septembrie 2018. Primul spectacol găzduit de teatrul aflat în Piața Sfântul Ștefan 8 din Sectorul 2 a fost „Necăsătoria” după Matt Morillo, în regia lui George Constantinescu, cu Elena Ariadna Șeulean și Theo Costache, spectacol care poate fi văzut și în prezent pe scena Teatrului Nou. Ideea înființării Teatrului Nou a fost a tânătului actor Cristian Ioniță care a putut fi văzut pe scenele unor teatre precum: Teatrul Național București, Teatrul Bulandra, Teatrul Nottara, Teatrul Dramaturgilor, Teatrul de Artă București, Teatrul Apropo.
Din 2018 și până în prezent, Teatrul Nou a găzduit spectacole precum:
- „Necăsătoria” după Matt Morillo, regia: George Constantinescu, cu Elena Ariadna Șeulean și Theo Costache (2018 - prezent)
- „Așteptându-l pe Marot”, regia: Theo Herghelegiu, cu Eduard- Petru Jighirgiu, Damian Victor Oancea, Dana Vulc (2018)
- „Atacul marțienilor asupra mioriței”,  regia: Theo Herghelegiu, cu Eduard- Petru Jighirgiu, Damian Victor Oancea, Dana Vulc (2018)
- „Colindăm” (spectacol caritabil), cu Alma Boiangiu, Ana Maria Bercu, Marius Oprea, Emil Parlea, Adelaida Perjoiu, Adriana Gheaus, Alina Roșca, Andrei V Ciopec (2018)
- „Podul (ne)sinucigașilor” adaptare după Paul Ioachim, regia: Ana Ioana Macaria, cu Cristian Ioniță, Iulia Alexandra Neacșu, Alexandru Moldovan / Robert Trifan (2019)
- „Cum să fac să fiu cu tine?!” după A.P. Cehov, regia: Amalia Iorgoiu, cu Varty Mihail și Eduard Cîrlan (2019 - prezent)
- „Furtuna” (spectacol pentru copii) de Charles și Mary Lamb, după William Shakespeare, regia: Cristina Giurgea, cu Theo Costache, Iulia Alexandra Neacșu, Elisabeta Râmboi (2019 - 2020)
- „Un spectacol dumnezeiesc” adaptare după David Javerbaum, regia: Iulia Alexandra Neacșu, cu Cristian Ioniță, Eduard Cîrlan, Dragoș Gheorghieș (2019 - prezent)
- „Nenumitul Edi Cîrlan”, regia: Alexandru Unguru, cu Eduard Cîrlan (2019)
- „De veghe in lanul de ocară”, regia și text: Mișa Șerban și Alexandru Unguru, cu Mișa Șerban și Alexandru Unguru (2019)
- „Cucii” de Lucas Ubach, regia: Diana Păcurar, cu Alexandra Laura Badea, Alexandru Iordache (2019 - prezent)
- „Tectonica Norilor” de Jose Rivera, regia: Monica Pop, cu Ruxandra Marinescu, Cristian Ioniță, Dragoș Gheorghieș (2020)
- „Cănuță, om sucit” după I.L. Caragiale, coordonator artistic: Eduard Cîrlan, cu Ionuț Terteci, Patricia Moise, Cristian Ioniță, Victoria Radu, Ionel Barac (2021 - prezent)

- „ADD Libitum” de Alexandru Unguru, regia: Alexandru Unguru, cu Alexandra Laura Badea, Eduard Cîrlan (2021 - prezent)
- „Blocul în versuri” după poezii de Ivcelnaiv, cu Radu Catană, Luiza Ghindă și Claudia Moroșanu (2021 - prezent)
- „K.rystal” după Crystal de Fred Rohan Vargas, regia: Alexandru Unguru, cu Miriam Rizea, Eduard Cîrlan, Laur Drăgan, Alex Iordache (2021 - prezent)

În perioada pandemiei de COVID-19, din cauza restricțiilor impuse de autorități, Teatrul Nou a fost nevoit să-și închidă porțile pentru mai multe luni anulând mai multe spectacole programate. În vara anului 2020, tot din cauza restricțiilor impuse de autorități, Teatrul Nou și-a desfășurat activitatea în curtea unui service auto aflat pe Strada Gheorghe Țițeica 85 din București și a purtat titulatura de „Teatru La GARAJ”.

## Sectacole Teatrul Nou:

### „Necăsătoria”după Matt Morillo
regia: George Constantinescu
cu Elena Ariadna Șeulean și Theo Costache
Amy și Sean sunt un cuplu obișnuit care locuiește împreună. Se iubesc și au țeluri comune. Aproape…
Eterna bătălie între sexe ia o turnură haioasă și modernă în piesa lui Matt Morillo. Piesa este o comedie care are în prim plan dorințele romantice, tradițiile și compromisurile pe care le fac doi oameni atunci când sunt într-o relație. Căsătoria poate fi o tradiție stupidă peste care se poate trece, dar poate fi și o soluție validă, atâta timp cât ambii parteneri sunt de acord cu una din variante. Dar ce te faci când cei doi au păreri complet diferite?
Amy și Sean, doi oameni care se află într-o relație de 2 ani și nouă luni și care locuiesc împreună, se întorc de la o nuntă unde ea a prins buchetul și el jartiera. Evenimentul o face pe Amy să viseze ziua în care va deveni mireasă, dar Sean este împotriva căsătoriei. După o glumă pe care Sean o face, spiritele se incing si incepe războiul în care fiecare se folosește de tot ce are pentru a învinge.Argumentele delicioase și tot ce fac și spunîn încercarea de a avea dreptate sunt lucruri pe care cu toții le-am facut în relațiile pe care le-am avut, le avem sau le vom avea.
Întrebările sunt simple: Care este legătura dintre iubire și căsătorie? Cât este tradiție/educație și cât este dorință, în decizia unei căsătorii? Cât ajută sau cât incurcă o căsătorie, iubirea? Vrem, sau trebuie, să ne căsătorim?
“Necăsătoria” este piesa perfectă pentru cei căsătoriți, cei care vor să se căsătorească, cei care nu vor să se căsătorească, cei care s-au gândit să se căsătorească, cei care știu un cuplu căsătorit, cei care știu pe cineva care nu trebuia să se căsătorească și pentru toți ceilalți.

### „Un spectacol dumnezeiesc”
regia: Iulia Alexandra Neacșu
cu Cristian Ioniță, Eduard Cîrlan, Dragoș Gheorghieș
Dumnezeu coboară pe Pământ cu îngerii săi preferați, Mihail și Gabriel. Nemulțumit de anumite interpretări și comportamente, vine să dea răspunsuri și noi legi.
Te-ai întrebat vreodată dacă Dumnezeu aude rugăciunile tale? Ai vrut mereu să afli ce a fost mai întâi, oul sau găina? N-ai înțeles de ce echipa ta de fotbal a ratat acel penalty? Nu înțelegi de ce au existat războaie? De ce Italia este în formă de cizmă iar Romania în formă de pește? Ce îi place lui Dumnezeu să facă în timpul liber? Câți copii are? Dacă ai răspuns cu „da”, atunci e clar că trebuie să primești niște răspunsuri, iar Dumnezeu vine special la Teatrul Nou, cu îngerii săi, ca să prezinte noua versiune a celor zece porunci.

### „Cum să fac să fiu cu tine?!” după A.P. Cehov
regia: Amalia Iorgoiu
cu Varty Mihail, Eduard Cîrlan
„Poate… am nimerit în altă parte?” Nu! Ești unde trebuie, e o comedie! Cu el și ea și… e Cehov.
Cehov, câteva schițe și povestiri, un el și o ea – un spectacol. O poveste ce străbate timpul precum anotimpurile viața și duce cu ea tot ce au personajele ei – vulnerabilități, dorințe, frici și o mare nevoie de iubire. Povestea, ca și viața, e cu fâstâceli, neîndrăzneli, declarații neduse până la capăt, libertatea dată de apariția celuilalt, pasiuni regăsite, dorințe neexprimante, credințe neîmpărtășite,  neînțelegeri, renunțări, durere, vise – și toate astea ca să descoperim cât de asemănători suntem în esență. Iar în final, cei doi sunt ceea ce sunt și acceptă și se acceptă.
Suntem făcuți pentru iubire și doar în iubire ne dăm voie să fim și ne lăsăm cu încredere să alunecăm împreună unde ne duce viața. Atât.

### „K.rystal”după Fred Rohan Vargas
regia: Alexandru Unguru
cu Miriam Rizea, Eduard Cîrlan, Alexandru Iordache, Laur Drăgan
K.rystal este un spectacol dur. E un spectacol foarte dur. Lucrurile se spun direct. Viețile se desfac de pe os și cad pe podea în fața noastră. O crimă. Un cadavru. O armă. E ceva ce nu poate fi povestit.
Cruzimea. Cruzimea e umană. Răutatea e umană. O fiară nu ucide de plăcere. Ucide  ca să trăiască. Și atunci oare crima e ceva rău? Mereu? Cruzimea e în ochii închiși în fața cruzimii. Ei ucid la fel de mult ca lovitura directă. Pastile. Droguri. Alcool. Cocktail ce face viața suportabilă. Și o topesc într-o poveste. Nimeni nu poate pleca din povestea asta așa cum a intrat în ea.
Nimeni.

### „ADD Libitum” de Alexandru Unguru
regia: Alexandru Unguru
cu Alexandra Laura Badea, Eduard Cîrlan
V-ați săturat de stres și greutăți? Vreți să râdeți, să râdeți și după  aceea să mai râdeți încă un pic? Vă așteptăm la cea mai spumoasă comedie din acest moment!
ADD – Attention Deficit Disorder sau tulburarea cu deficit de atenție. Chiar dacă suferi de ea sau nu, sigur cunoști pe cineva care prezintă simptome. Ad libitum – după voie/după faptă/ după plac. Hai să vedem cum trăiești cu așa ceva!
Un bloc de locuințe anulează distanța dintre vecini. Creează ierarhii și îi face pe oameni să devină „ăla de la trei” sau „aia de la parter”. Facem o radiografie verticală care demonstrează că oricare dintre noi poate deveni oricare dintre ei.
Șapte cupluri încearcă să comunice sub ochii noștri. Ficeare etaj adice un nou tip de umor, o nouă formulă a comediei. Un spectacol al divinei comedii umane. Comic. Uman. Divin.